# Diego Muñiz Barreto
Diego Muñiz Barreto (Mar del Plata, 28 de enero de 1934-6 de marzo de 1977) fue un político argentino, que se desempeñó como diputado nacional.

## Biografía
Nació en Mar de Plata, siendo integrante, por el lado paterno, de la familia brasileña Alvez Branco Munis Barreto, aristócratas de San Salvador de Bahía, mientras que, de parte de su familia materna, era integrante de la familia Born, dueños de un importante conglomerado agrícola industrial.
Sus orígenes de alcurnia al principio lo hicieron antiperonista, tomando una activa militancia contra el movimiento, lo que le llevó a poner una bomba, junto con otros conocidos, en una sede de una Escuela Superior Peronista, donde se esperaba la presencia de Juan Domingo Perón, que no logró su objetivo principal, la de acabar con la vida del presidente el 16 de junio de 1954. Posteriormente, se exilió en Uruguay y Brasil; aunque nunca dejó de planificar atentados para acabar con la vida de Perón.
Si bien apoyó la llamada Revolución Libertadora, las políticas represivas de éste lo desencantaron rápidamente. Aliado con los militares del bando azul, logró un puesto en la Dirección de Asuntos Legales del Ministerio del Interior con el estallido de la autoproclamada Revolución Argentina. En aquellos años conoció a Augusto Timoteo Vandor, quien lo acercó al peronismo revolucionario, llegando a trabar contacto con Rodolfo Galimberti, cabecilla de Montoneros, que lo llevó a Madrid para conocer a Perón, quien se encontraba exiliado en el barrio Puerta de Hierro.
Fue electo diputado nacional por la Capital Federal el 11 de marzo de 1973, en la misma elección donde resultó electo presidente Héctor José Cámpora. Comprometido con el ala izquierdista del movimiento peronista, junto con Rodolfo Ortega Peña y Eduardo Luis Duhalde, marchó a la cárcel de Devoto para la liberación de los presos políticos que anunció Cámpora. Cuando Perón tomó partida por el ala derechista de su movimiento y pidió al congreso medidas más severas para combatir a los grupos guerrilleros, renunció a su banca, junto con otros siete diputados. Posteriormente, motivado por el asesinato de Ortega Peña por la Triple A, se exilió en Brasil, pero regresaría a la Argentina con la caída de Isabel Perón.
Pese a que por sus contactos entre militares contaba con protección, Muñiz Barreto fue asesinado durante el autoproclamado Proceso de Reorganización Nacional, que simuló su fallecimiento a causa de un accidente de tráfico en Campo de Mayo, previa estadía en el centro clandestino de detención conocido como «El Campito». Por el hecho, el 9 de octubre de 2023 fue condenado a pena de prisión perpetua por el Tribunal Oral Federal 2 de San Martín el comisario Luis Patti.